# Красная книга Калининградской области
Красная книга Калининградской области — аннотированный список редких и находящихся под угрозой исчезновения животных, растений и грибов Калининградской области. Она была подготовлена в соответствии с законом Калининградской области от 4 мая 2010 года № 442 «О Красной книге Калининградской области» коллективом учёных РГУ им. И. Канта под редакцией В. П. Дедкова и Г. В. Гришанова.

## Предшественники
Первым списком видов, нуждающихся в охране на территории Калининградской области, стал перечень отдельных редких декоративных деревьев и кустарников, утверждённый по представлению ботаников Калининградского государственного университета решением облисполкома № 17 от 12 января 1965 года. Перечень включал в себя 27 редких на территории области видов растений, подлежащих особой охране.
Следующий список охраняемых растений из 56 видов был изложен в решении Исполнительного комитета Калининградского областного совета народных депутатов № 112 от 22 мая 1985 года «О государственных памятниках природы местного значения на территории области». 19 июля 1988 года распоряжением № 215-р облисполком утвердил список редких и исчезающих видов дикорастущей флоры (65 видов).
В 1989 году зоологи Калининградского государственного университета и Калининградского областного общества охотников и рыболовов выпустили научно-популярную книгу «Их нужно сохранить», описывающую 60 редких видов животных региона и содержащую предложения по их охране. Официальный же список редких и исчезающих видов был подготовлен по заданию Госкомэкологии Калининградской области в 1994 году учёными кафедры зоологии биологического факультета КГУ. Он включал 47 таксонов земноводных, пресмыкающихся, птиц и млекопитающих.
В 1993 году была издана международная Красная книга Балтийского региона.
В 1998 году специалисты охотничьих организаций совместно с учёными Калининградского государственного университета издали книгу «Охотничьи животные и охота в калининградской области». Специальный раздел её был посвящён редким и особо охраняемым животным.

## Издание
Федеральный закон № 7-ФЗ «Об охране окружающей среды» от 10.01.2002 года обязал субъекты Российской Федерации вести собственные Красные книги. Тем не менее, из-за отсутствия средств в бюджете, недостатка специалистов и по ряду других причин создание Красной книги Калининградской области было инициировано лишь в 2010 году.
Калининградская областная дума четвёртого созыва 22 апреля 2010 года приняла закон «О Красной книге Калининградской области», утверждённый губернатором Калининградской области Георгием Валентиновичем Боосом 4 мая 2010 года. В составлении Красной книги принял участие коллектив ведущих специалистов кафедр ботаники и экологии растений, экологии и зоологии Российского государственного университета имени Иммануила Канта и кафедр ихтиологии и экологии, ихтиопатологии и гидробиологии Калининградского государственного технического университета.
Первое издание Красной книги Калининградской области выпущено в 2010 году. На издание книги из областного бюджета было выделено 1,3 миллиона рублей. Красная книга Калининградской области является официальным изданием, предназначенным как для специалистов, так и для широкого круга читателей.
В издании представлен список редких и находящихся под угрозой исчезновения животных, растений и грибов Калининградской области, который включает 11 видов млекопитающих, 43 видов птиц, 1 вид пресмыкающихся, 1 вид земноводных, 4 вида рыб и круглоротых, 23 вида насекомых, 6 видов моллюсков, 83 вида сосудистых растений, 4 вида мхов, 9 вида лишайников и 19 видов грибов.
Для каждого вида приведены иллюстрации, карта распространения, определены статус и категория редкости, даны краткое описание, сведения о численности и необходимых мерах охраны.